# Metheringham
Metheringham är en ort och civil parish i Storbritannien.   Den ligger i grevskapet Lincolnshire och riksdelen England, i den sydöstra delen av landet, 180 km norr om huvudstaden London. Metheringham ligger 20 meter över havet och antalet invånare är 3 459.
Terrängen runt Metheringham är platt, och sluttar brant österut. Runt Metheringham är det ganska tätbefolkat, med 108 invånare per kvadratkilometer. Närmaste större samhälle är Lincoln, 13,1 km nordväst om Metheringham. Trakten runt Metheringham består till största delen av jordbruksmark.